# Ķ
Ķ, ķ は、Kにセディーユを付した文字である。ラトビア語、ラトガリア語で用いられる。この文字は1921年に定められたもので、それ以前はŁのようにストロークを付した文字が用いられていた。
両方の言語において、[c]（kの軟音）で発音される。
また、ISO 9における翻字体系において、キリル文字の Қ に対応するラテン文字として用いられる。

## 符号位置
| 大文字 | Unicode | JIS X 0213 | 文字参照       | 小文字 | Unicode | JIS X 0213 | 文字参照       | 備考 |
| ------ | ------- | ---------- | -------------- | ------ | ------- | ---------- | -------------- | ---- |
| Ķ      | U+0136  | -          | &#x136; &#310; | ķ      | U+0137  | -          | &#x137; &#311; |      |